# Округ Хотон (Мичиген)
Округ Хотон (енгл. Houghton County) је округ у америчкој савезној држави Мичиген.

## Демографија
По попису из 2010. године број становника је 36.628, што је 612 (1,7%) становника више него 2000. године.
| Група             | 2000.          | 2010.          |
| Белци             | 34.239 (95,1%) | 34.299 (93,6%) |
| Афроамериканци    | 339 (0,9%)     | 198 (0,5%)     |
| Азијати           | 646 (1,8%)     | 1.054 (2,9%)   |
| Хиспаноамериканци | 251 (0,7%)     | 415 (1,1%)     |
| Укупно            | 36.016         | 36.628         |